# Pinus coulteri
Pinus coulteri (сосна Култера) — вид роду сосна родини соснових.
Вид названий на честь Томаса Култера (англ. Thomas Coulter, 1793–1843), ірландського ботаніка та лікаря.

## Поширення, екологія
Країни поширення: Мексика (Нижня Каліфорнія); США (Каліфорнія). Його діапазон висот від 300 м до 2100 м над рівнем моря. Найчастіше зустрічається на сухих, кам'янистих схилах і гірських хребтах. Клімат середземноморського типу з зимовими дощами і довгим, жарким, сухим літом.

## Опис
Дерево росте до 24 м заввишки; стовбур до 1 м у діаметрі, від прямого до спотвореного, крони широкі, тонкі, неправильної форми. Кора від темно-сіро-коричневого до майже чорного кольору, глибоко борозенчаста. Гілки фіолетово-коричневого, часто сизого кольору, при старінні сіро-коричневі, грубі. Бруньки яйцеподібні, темно-червоний-коричневі, 1,5(3) см, смолисті. Голки ростуть по 3 в пучку, зберігаються 3–4 роки, розміром 15–30 см × ≈ 2 мм, злегка зігнуті або прямі, сіро-зелені. Пилкові шишки яйцеподібні, до циліндричних, до 25 мм завдовжки, світло-фіолетово-коричневі, при старості оранжево-коричневі. Насіннєві шишки масивні, важкі, висячі, асиметричні біля основи, вузько яйцеподібні перед відкриттям, овально-циліндричні, коли відкриті, завдовжки 20–35 см, блідо-жовто-коричневі, на смолистих стеблах, до 3 см. Насіння оберненояйцеподібні; тіло завдовжки 15–22 мм, темно-коричневе; крила 25 мм у довжину. 2n = 24.
Найбільше дерево: діаметр 123 см, висота 43 м, крона поширюється на 22 м, знаходиться біля поселення Джуліан, Каліфорнія, США.

## Використання
Не має особливої комерційної цінності як деревина, а насіння, хоча їстівне, не збирають для вживання. Вид досить часто представлений в парках і дендраріях на півдні Європи і м'яких частин Британських островів, і ця сосна була також введена як побутове дерево в Австралії та Новій Зеландії. У Каліфорнії також садять в парках і великих садах, часто в невеликих групах.

## Загрози та охорона
Вид присутній в кількох охоронних територіях.

## Галерея

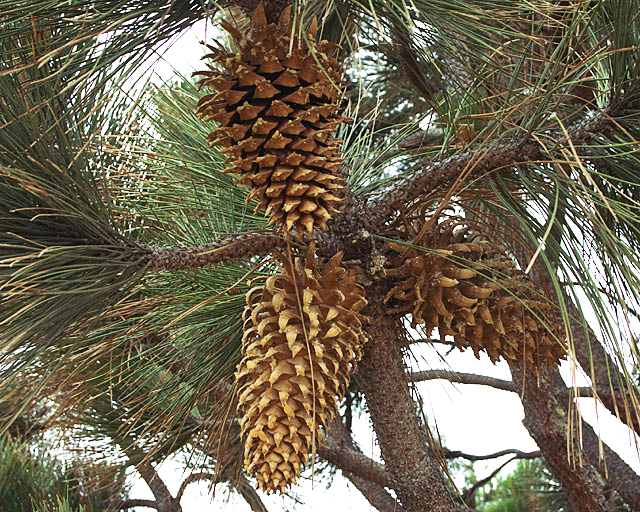
Гілка з шишками
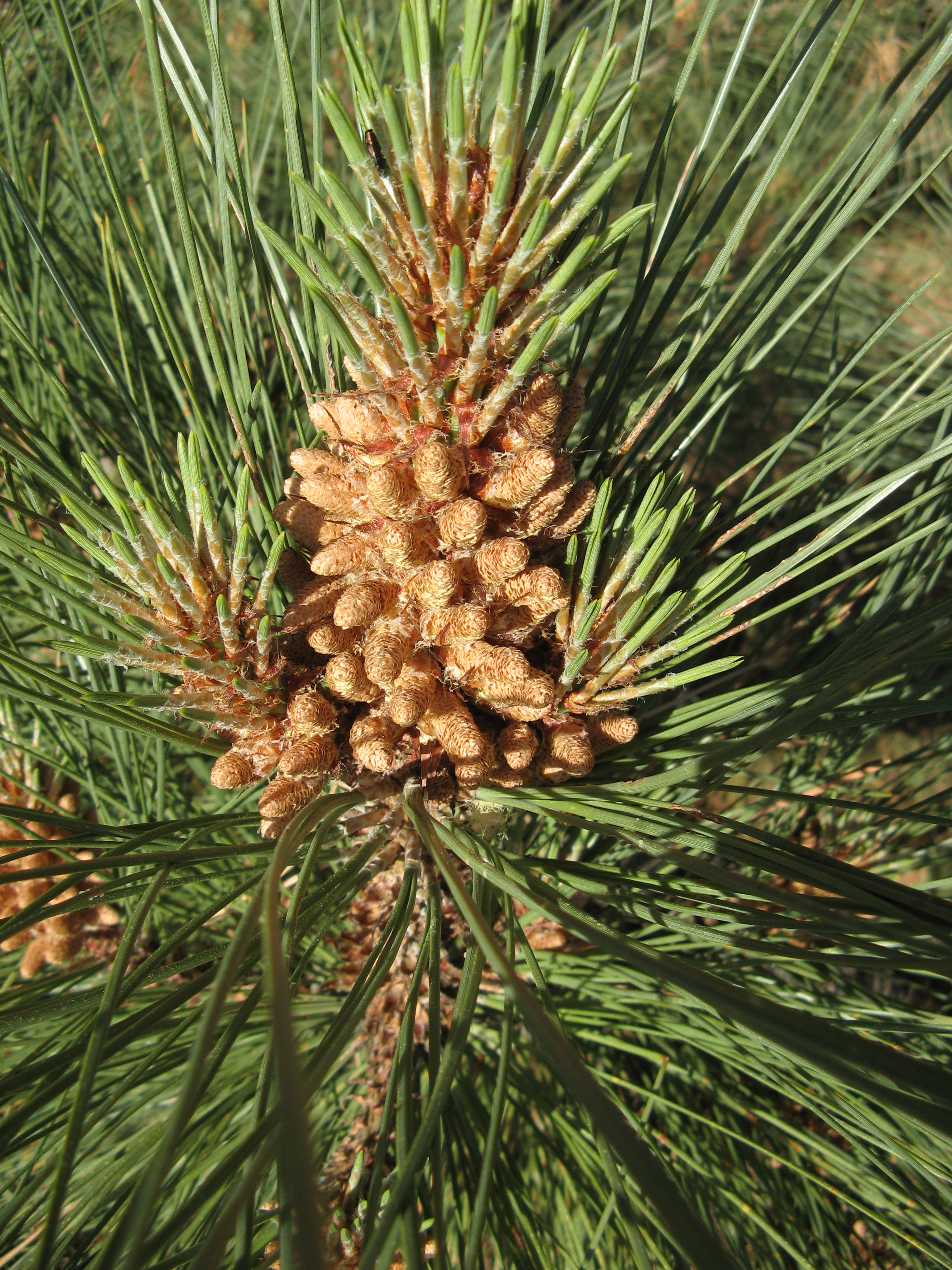
Пилкові шишки
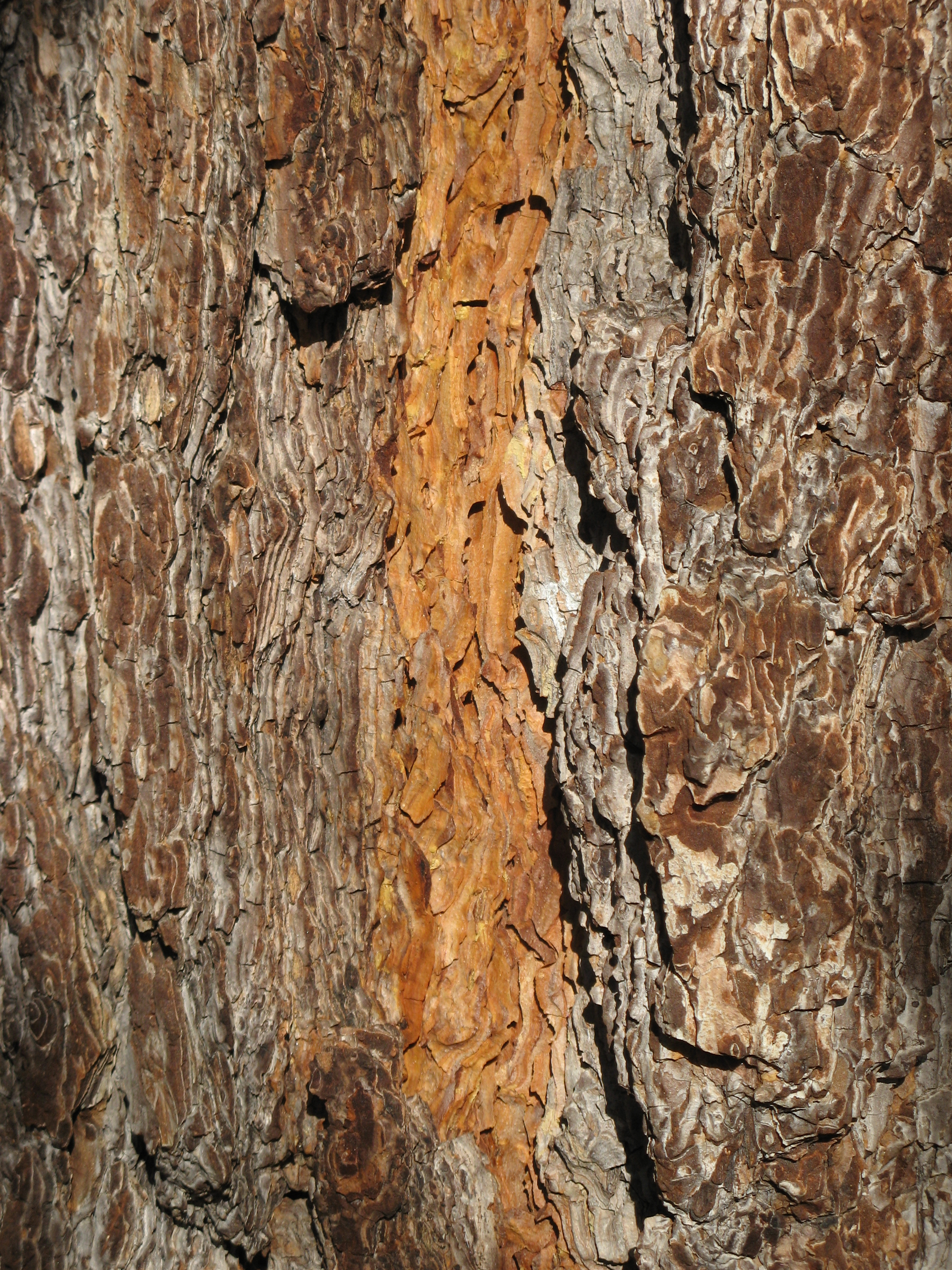
Кора
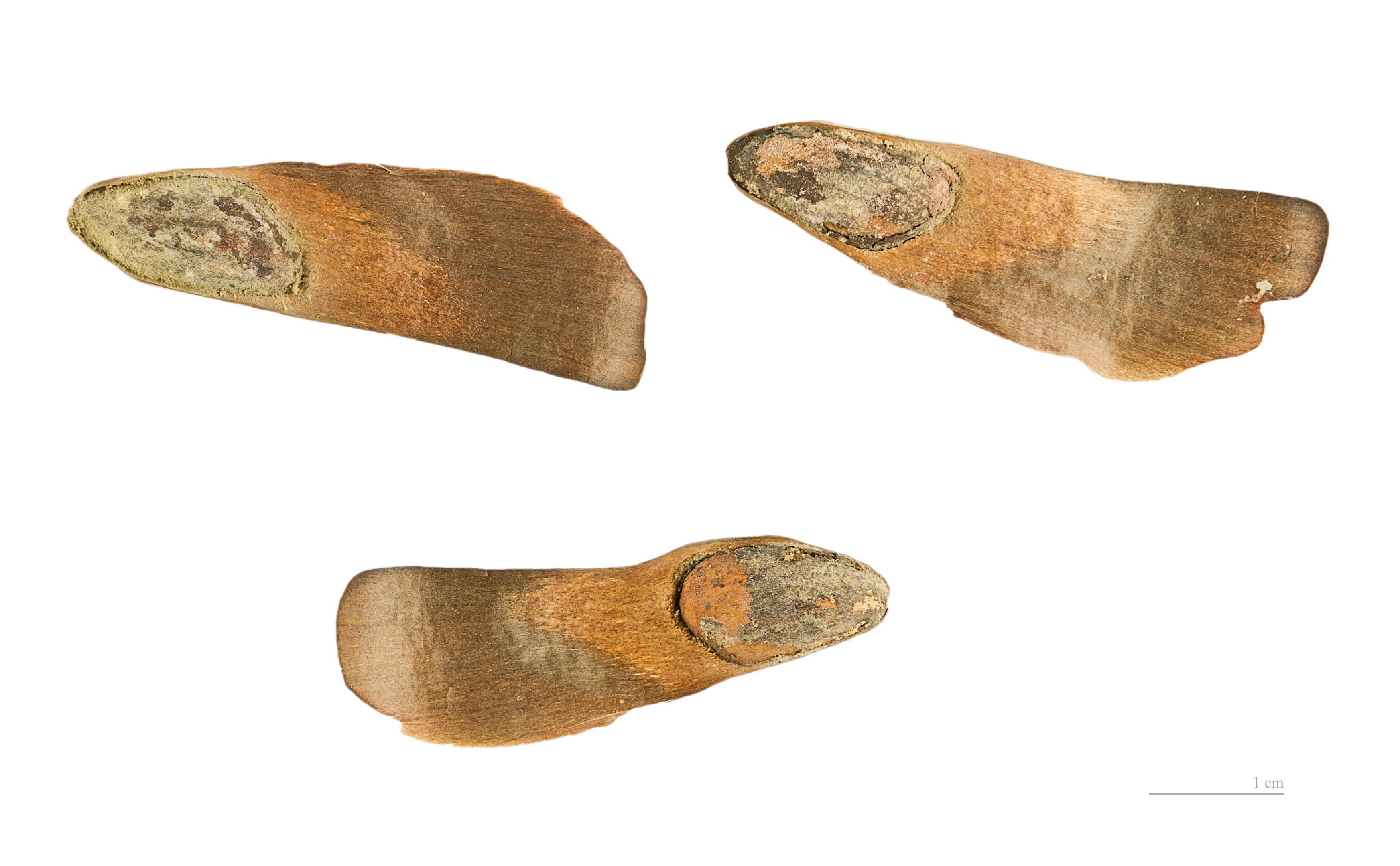
Насіння